# Mistrovství světa ve volejbale žen do 20 let 2013

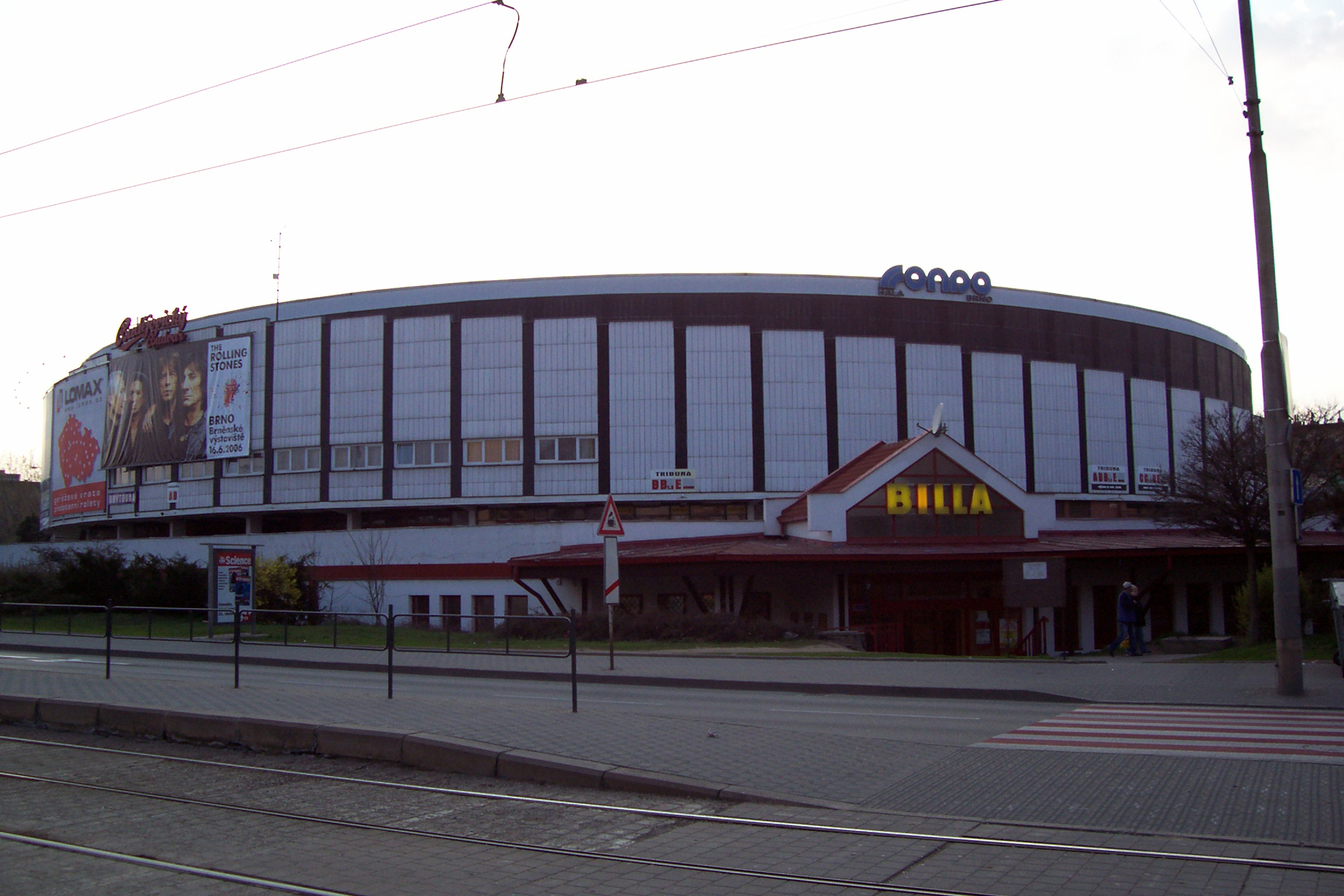
Hala Rondo ve které se konaly zápasy mistrovství.

Mistrovství světa ve volejbale žen do 20 let 2013 se konalo od 21. června do 30. června v Brně. Účastnilo se ho dvacet juniorských národních reprezentací rozdělených po čtyř skupin po pěti účastnících. Nejlepší čtyři týmy z každé skupiny postoupily do play-off hraného vyřazovacím způsobem. Mistryněmi světa se staly Číňanky, domácí tým skončil na jedenáctém místě, obhájkyně titulu Italky obsadily čtvrtou příčku. Zápasy se hrály v halách Rondo a Městská hala míčových sportů na Vodově ulici.

## Skupina A
1. Dominikánská republika 10 bodů
2. Peru 8 bodů
3. Tchaj-wan 6 bodů
4. Česká republika 6 bodů
5. Portoriko 0 bodů

## Skupina B
1. Čína 12 bodů
2. Srbsko 8 bodů
3. Japonsko 7 bodů
4. Kolumbie 3 body
5. Thajsko 0 bodů

## Skupina C
1. Brazílie 12 bodů
2. Rusko 8 bodů
3. Bulharsko 4 body
4. Mexiko 3 body
5. USA 3 body

## Skupina D
1. Turecko 11 bodů
2. Itálie 10 bodů
3. Egypt 6 bodů
4. Alžírsko 2 body
5. Nigérie 1 bod

## Osmifinále
Srbsko - Tchaj-wan 3:0
Turecko - Mexiko 3:0
Japonsko - Peru 3:0
Rusko - Egypt 3:0
Itálie - Bulharsko 3:1
Čína - Česká republika 3:0
Brazílie - Alžírsko 3:0
Dominikánská republika - Kolumbie 3:1

## Čtvrtfinále
Japonsko - Turecko 3:0
Brazílie - Srbsko 3:0
Čína - Rusko 3:0
Itálie - Dominikánská republika 3:0

## Semifinále
Čína - Brazílie 3:0
Japonsko - Itálie 3:1

## Finále
Čína - Japonsko 3:0

## O třetí místo
Brazílie - Itálie 3:0

## O páté až osmé místo
Rusko - Srbsko 3:1
Turecko - Dominikánská republika 3:2
Srbsko - Dominikánská republika 3:0
Turecko - Rusko 3:1

## O deváté až šestnácté místo
Tchaj-wan - Alžírsko 3:0
Peru - Mexiko 3:2
Česká republika - Egypt 3:2
Bulharsko - Kolumbie 3:2
Egypt - Alžírsko 3:0
Kolumbie - Mexiko 3:1
Tchaj-wan - Česká republika 3:0
Bulharsko - Peru 3:0
Mexiko - Alžírsko 3:0
Kolumbie - Egypt 3:0
Česká republika - Peru 3:2
Bulharsko - Tchaj-wan 3:0 

## Celkové pořadí
1.  Čína
2.  Japonsko
3.  Brazílie

## Nejužitečnější hráčka turnaje
Zhu Ting (Čína)